# 中国城市规划年会
中国城市规划年会是中国大陆城市规划领域规模最大、规格最高的每年举办一届的城市规划专业的大型学术会议，被誉为“规划师的节日”，自2001年起在各大城市轮流举办，该年会由中国城市规划学会与所在省市人民政府共同主办，所在地城市的规划局承办。同时，香港、澳门和台湾的规划界学者一同参与。会议在举办权会统一征稿，会经过审核出版会议论文集。年会通过全体大会、专题会议、自由论坛、特别论坛、主题展览和工作会议等形式，邀请著名的专家学者作报告，同时在行业内广泛征集论文，系统交流一年来中国各地在城市规划研究、规划管理、规划设计和规划教育等领域的最新成就，探讨当前城市规划工作中面临的热点、难点问题，具有学术性强、信息量大、参与度高的特点，是中国城市规划领域学术交流最新成果的平台。

## 历届年会及主题
| 年份   | 举办地 | 主题                             | 参考文献      |
| ------ | ------ | -------------------------------- | ------------- |
| 2001年 | 杭州   |                                  |               |
| 2002年 | 厦门   | “高速城镇化进程中的规划建设问题” | [ 1 ]         |
| 2004年 | 北京   | “面向小康社会的城市规划”         | [ 2 ]         |
| 2005年 | 西安   | “健康城市化”                     | [ 3 ]         |
| 2006年 | 广州   | “规划50年”                       | [ 4 ]         |
| 2007年 | 哈尔滨 | “面向和谐社会的城市规划”         | [ 5 ]         |
| 2008年 | 大连   | “生态文明视角下的城乡规划”       | [ 6 ]         |
| 2009年 | 天津   | “城市规划和科学发展”             | [ 7 ]         |
| 2010年 | 重庆   | “规划创新”                       | [ 8 ]         |
| 2011年 | 南京   | “转型和重构”                     | [ 9 ]         |
| 2012年 | 昆明   | “多元与包容”                     | [ 10 ] [ 11 ] |
| 2013年 | 青岛   | “城市时代，协同规划”             |               |
| 2014年 | 海口   | “城乡治理与规划改革”             |               |
| 2015年 | 贵阳   | “新常态：传承与变革”             |               |
| 2016年 | 沈阳   | “规划60年：成就与挑战”           |               |
| 2017年 | 东莞   | “持续发展，理性规划”             |               |
| 2018年 | 杭州   | “共享与品质”                     |               |
| 2019年 | 重庆   | “活力城乡，美好人居”             |               |